# Peter Saville
Peter Saville es un diseñador gráfico inglés nacido en Mánchester conocido por sus trabajos para las cubiertas de los álbumes de la discográfica Factory Records, de la cual fue uno de sus fundadores junto a Tony Wilson, Rob Gretton, Martin Hannett y Alan Erasmus. Saville fue el director artístico de esta discográfica ya desaparecida.

## Primeros años
Peter Saville nació en Mánchester y asistió al St Ambrose College. Estudió diseño gráfico en la Escuela Politécnica de Mánchester de 1975 a 1978.
Saville entró en el negocio de la música tras conocer a Tony Wilson, popular periodista y presentador de televisión inglés. Saville realizó el primer cartel para Factory Records (FAC 1) aunque lo entregó fuera de plazo, justo al finalizar el acto.
Más tarde, Saville se convirtió en socio de Factory Records junto a Wilson, Hannett, Gretton y Erasmus.

## Trabajos para Factory Records
Saville realizó muchos trabajos para cubiertas musicales de artistas que grabaron para Factory Records, entre las más notables, destacan las portadas de los álbumes de Joy Division y New Order.